# Bonifacio Salinas Leal
Bonifacio Salinas Leal (General Bravo, Nuevo León; 14 de mayo de 1900-Ciudad de México, 9 de octubre de 1982) fue un militar y político mexicano. Se desempeñó como gobernador de Nuevo León de 1939 a 1943 y como gobernador del Territorio Sur de Baja California de 1959 a 1964 designado por el presidente Adolfo López Mateos.

## Carrera militar
Nació en General Bravo, Nuevo León, el 14 de mayo de 1900, siendo el menor de los 8 hijos de Don Pilar Salinas Rodríguez y de doña Josefa Leal Quintanilla. Cuando tenía apenas trece años, Salinas Leal interrumpió sus estudios para incorporarse al movimiento revolucionario bajo las órdenes de Fortino Garza Campos. Participó en numerosos combates, entre los que destacan los de Montemorelos y Nuevo Laredo; la toma de Monterrey; la campaña de Puebla; las batallas de Celaya y Aguascalientes, y las campañas de Oaxaca y Veracruz.
Años después, los altos mandos revolucionarios lo comisionaron para perseguir a los rebeldes de Estrada y Maycotte, en Nuevo León (1923-24). Fue entonces cuando se le ascendió a coronel, grado con el que participó en la guerra contra los cristeros (1926). En 1929, ya como general brigadier, formó parte de las fuerzas del gobierno que combatieron la rebelión encabezada por el general Escobar.

## Gobernador de Nuevo León
En julio de 1939 se llevaron a cabo las elecciones para gobernador de estado de Nuevo León y el candidato del Partido de la Revolución Mexicana, general Bonifacio Salinas Leal, no tuvo ningún opositor, por lo que ocupó la gubernatura el 4 de octubre de ese año. De inmediato ordenó una reorganización administrativa con el objeto de aumentar la efectividad de las acciones de su gobierno.

### Infraestructura
Destacan las diversas obras públicas que —a través de las juntas de mejoras materiales— se llevaron a cabo, tales como pavimentación, alumbrado, abastecimiento de agua potable, construcción de escuelas y carreteras, establecimiento de líneas telefónicas y creación de parques y jardines. Construyó además el Penal del Topo Chico. De hecho, en 1940 el presupuesto de obras públicas superó en más de un millón de pesos al del año anterior.

### Educación
La educación recibió un apoyo importante durante la gestión del general Salinas Leal: en 1941 se destinó al rubro el 43 por ciento del presupuesto, cifra "jamás alcanzada anteriormente"; en 1943 se invirtieron en educación más de tres millones de pesos, lo que significó 393 escuelas primarias, doce secundarias, cinco facultades, siete escuelas superiores y doce instituciones de educación profesional, para un universo de casi cien mil de alumnos en todo el Estado.

### Agricultura y ganadería
Por su parte, la agricultura y la ganadería fueron también muy socorridas por la administración de don Bonifacio. La agricultura se vio beneficiada gracias a la construcción de seis pequeñas presas en cuatro municipios y a la corrección de algunas desviaciones en que había incurrido el reparto agrario en anteriores administraciones. En cuanto a la ganadería, se le trató de impulsar lo mismo garantizando a los ganaderos la propiedad de sus terrenos mediante diversos estímulos.

### Industria
Asimismo, a fin de proteger a la industria, se promulgó en 1940 una nueva ley que estipulaba importantes reducciones en los gravámenes fiscales para las nuevas industrias que se establecieran. Esto dio confianza a los empresarios neoleoneses, quienes de inmediato repatriaron capitales bajo el cardenismo habían ubicado en el extranjero.

### Sector laboral
En el aspecto laboral, el gobernador Salinas Leal actuó con espíritu conciliador, lo que se reflejó en una considerable reducción de conflictos con respecto a la gestión anterior.

### México en la Segunda Guerra Mundial
En 1942, durante la Segunda Guerra Mundial, México declaró el estado de guerra a las potencias del Eje, a raíz de lo cual el gobierno de Nuevo León aportó cerca de 500 mil pesos al Comité de Defensa Civil creado para toda la República.

### Extensión de los períodos de gobierno
En julio de ese año se hicieron reformas a la Constitución para que el periodo de gestión de los gobernadores estatales se extendiera a seis años, en vez de a cuatro, y el de los diputados locales y los ayuntamientos a tres años, en lugar de dos.

### Otros acontecimientos

Fue durante el período de gobierno de Bonifacio Salinas Leal que se aprobó el escudo del estado de Nuevo León.

Cabe también destacar que durante la administración de Salinas Leal, el presidente Manuel Ávila Camacho se entrevistó con su homólogo estadounidense, Franklin D. Roosevelt, en la ciudad de Monterrey el 20 de abril de 1943. Por otra parte, fue en este periodo que se aprobó el escudo o blasón representativo de Nuevo León, cuyo diseño fue encargado a un comité compuesto por los señores licenciados Héctor González, José P. Saldaña, Carlos Pérez Maldonado y Santiago Roel.

## Cargos posteriores y muerte
El general Bonifacio Salinas Leal concluyó su mandato en octubre de 1943. Tres años después fue designado comandante del Tercer Regimiento de Caballería en Silao, Guanajuato. En ese periodo Salinas Leal comandó las tropas del Ejército Mexicano que reprimieron a integrantes de la Unión Cívica Leonesa en la Plaza de los Mártires, mismas que cometieron el asesinato de decenas de personas el 2 de enero de 1946.
Luego, de 1959 a 1964, se desempeñó como jefe político del Territorio Sur de Baja California —ya con el grado de general de división— y en 1973 fue senador de la República por su estado natal. Murió en la Ciudad de México, el 9 de octubre de 1982, y sus restos fueron trasladados a Monterrey.